# Alan Baker
Pour les articles homonymes, voir Baker.
Alan Baker (né le 19 août 1939 à Londres et mort le 4 février 2018 à Cambridge) est un mathématicien britannique.
Il est connu pour son travail sur les méthodes effectives en théorie des nombres, en particulier dans le domaine de la transcendance.

## Biographie
Alan Baker a commencé ses études à l'University College de Londres avec Harold Davenport puis à l'université de Cambridge où il obtient son doctorat.
Il était chercheur invité à l'Institute for Advanced Study en 1970, et était un Fellow de Trinity College de Cambridge.
Alan Baker a dirigé entre autres les thèses de John Coates, Roger Heath-Brown et David Masser.

## Sujets d'étude
1. la théorie des nombres,
2. les questions de transcendance (cf. théorème de Baker)
3. les formes logarithmiques (en),
4. les méthodes effectives,
5. la géométrie diophantienne,
6. l'analyse diophantienne.

## Distinctions
- Médaille Fields de 1970
- Prix Adams de 1972
- Fellow du Trinity College

## Publications (sélection)
- (en) Alan Baker, « Linear forms in the logarithms of algebraic numbers. I », Mathematika, vol. 13,‎ 1966, p. 204–216 (ISSN 0025-5793, DOI 10.1112/S0025579300003971, MR 0220680)
- (en) Alan Baker, « Linear forms in the logarithms of algebraic numbers. II », Mathematika, vol. 14,‎ 1967a, p. 102–107 (ISSN 0025-5793, DOI 10.1112/S0025579300008068, MR 0220680)
- (en) Alan Baker, « Linear forms in the logarithms of algebraic numbers.  III », Mathematika, vol. 14,‎ 1967b, p. 220–228 (ISSN 0025-5793, DOI 10.1112/S0025579300003843, MR 0220680)
- (en) Alan Baker, Transcendental number theory, Cambridge University Press, coll. « Cambridge Mathematical Library », 1990 (ISBN 978-0-521-39791-9, MR 0422171, lire en ligne); 1re édition, 1975[3]
- (en) Alan Baker et Gisbert Wüstholz, Logarithmic forms and Diophantine geometry, vol. 9, Cambridge University Press, coll. « New Mathematical Monographs », 2007 (ISBN 978-0-521-88268-2, MR 2382891, lire en ligne)